# Tymbáki
Tymbáki (en grec moderne : Τυμπάκι) est une ville de Crète, en Grèce. Elle se situe dans le sud de l'île, dans le district régional d'Héraklion et comptait 5 312 habitants en 2001. Depuis 2010, elle est administrativement la « capitale historique » du dème de Phaistos.
Tymbáki tirerait son nom de la colline au pied de laquelle elle se situe et qui se nomme Tymbos. Au cours de la période vénitienne, Tymbáki n'est qu'un village près de la rivière Gero, souvent infestée par la malaria. Lors de la Seconde Guerre mondiale, Tymbáki est rasée par les Allemands pour en faire une base militaire et un poste d'observation. La ville fut reconstruite après la Seconde Guerre mondiale.